# Фонк
Фонк (англ. phonk) — поджанр хип-хопа, вдохновлённый мемфис-рэпом 1990—х годов. Характеризуется ностальгическими семплами фанка, кассетным звучанием, взятым из Lo-Fi и часто старыми записями вокала в стиле мемфис-рэпа. В жанре обычно используются хип-хоп-семплы ранних 1990-х годов, совмещаемые с джазовыми мотивами и семплами коровьего колокольчика.

## История
Часто фонк определяется как «музыка поколения Z», первыми этот стиль начали использовать мемфисские артисты DJ Paul, X-Raided, Phonk Beta, Tommy Wright III и коллектив Three 6 Mafia. Первая волна фонка утихла в конце 2000-х, но уже в начале 2010-х стиль пережил возрождение. Слово «фонк» стало популярным благодаря SpaceGhostPurrp, выпустившему треки «Pheel Tha Phonk», «Bringin' Tha Phonk», и «Keep Bringin' Tha Phonk». YouTube-каналы, в особенности Sad Soundcloud, TrillPhonk, также сыграли большую роль в популяризации фонка.
На протяжении нескольких лет фонк перемещался на SoundCloud, оказывая, кроме того, влияние на творчество таких рэперов, как XXXTentacion, Ski Mask the Slump God, Trippie Redd и других. Фонк долгое время являлся не более чем развитием старого мрачного мемфис-рэпа, но начиная с 2020 года начал претерпевать изменения и становиться мягче, также утрачивая смысловую нагрузку текста. Хэштег #phonk оказывался среди самых популярных за год.

## Особенности
Особенностью фонка является его непривязанность к какой-либо региональной «сцене». Это связано с особенностями платформы SoundCloud, которая обычно выделяет поджанры хип-хопа и экспериментального попа. Фонк-артист Lowpocus в интервью 2017 года сказал: «Что удивительно в фонке — исполнители есть на всех частях света. Фонк-исполнителей можно найти в Канаде, США, во Франции, в России и в других странах».

## Дрифт-фонк
Дрифт-фонк — электронный вариант развития фонка, появившийся в конце 2010-х в России. Именно этот поджанр стал наиболее популярным в интернете, популяризаторами же выступили российские исполнители. Жанр характеризуется тяжелыми басами, у ковбеллов из Roland TR-808 (зачастую вплоть до воссоздания мелодии благодаря им), семплами из мемфис-рэпа, а также активным использованием эффектов. К началу 2020-х поджанр стал наиболее узнаваемой формой фонка, также породив множество производных жанров.

## Фонк в культуре
В современном мире наблюдается тесное взаимодействие между субкультурой аниме и фонком. Члены общества, увлечённого аниме, всё чаще обращаются к музыке жанра фонк и используют её в своих проектах, называемых эдитами (увидеть подобное можно в популярном видеосервисе TikTok). Это привело к возникновению сильной связи между аниме и фонком, и порчей чужих песен, тем самым нарушая авторские права платформы и законодательства разных стран.